# Kladderadatsch

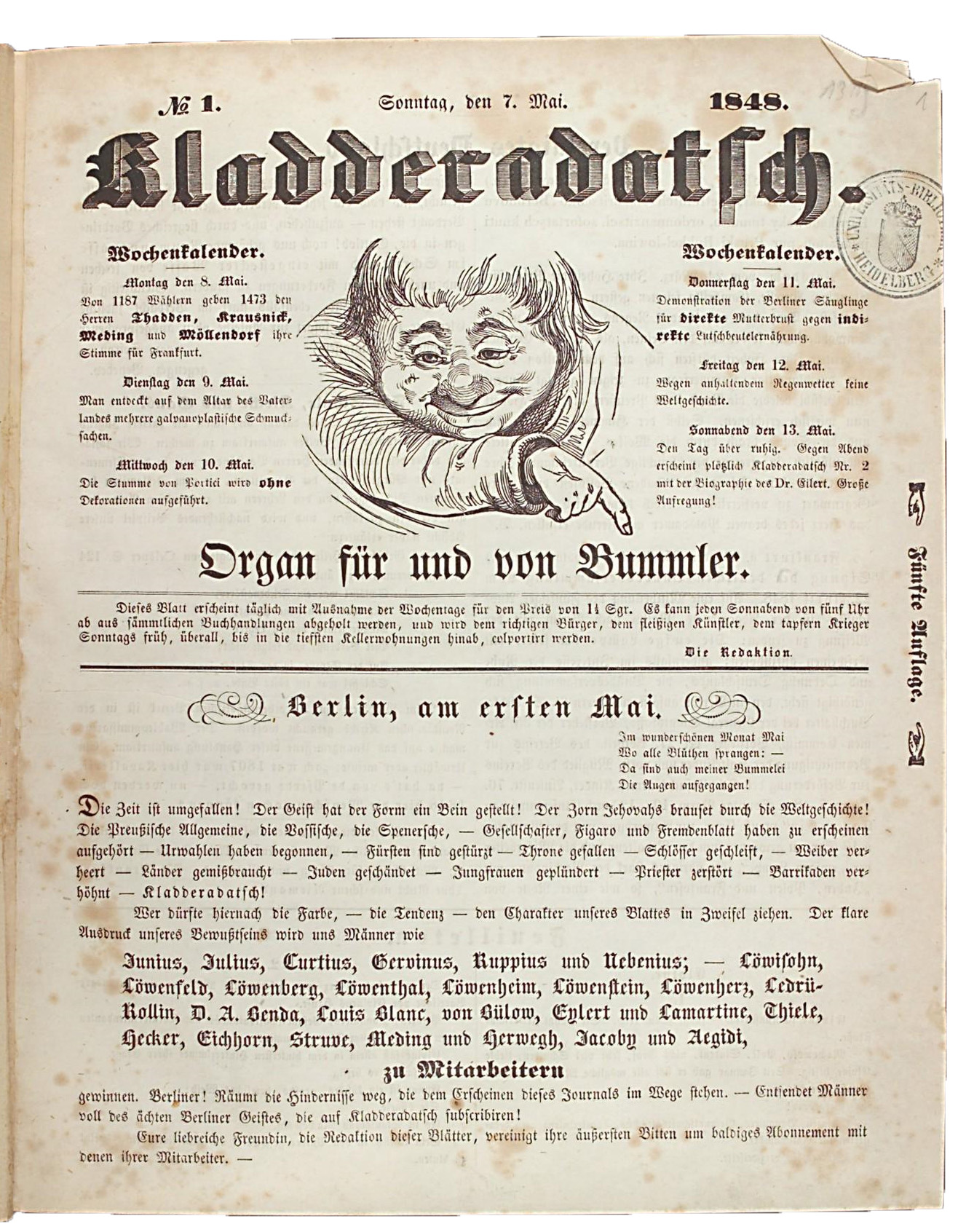
La copertina anteriore della rivista, il 9 luglio 1848, con il ragazzo sorridente che divenne il suo marchio di fabbrica.

Kladderadatsch è stata una rivista satirica in lingua tedesca, pubblicata per la prima volta a Berlino il 7 maggio 1848. Aveva cadenza settimanale o, come recitava la rivista "pubblicata ogni giorno, tranne che nei giorni lavorativi". Fu fondata da Albert Hofmann e David Kalisch, quest'ultimo figlio di un mercante ebreo e autore di numerose opere di commedia.
La prima edizione, scritta quasi interamente da Kalisch, vide 4 000 copie stampate, tutte vendute entro 24 ore. Successivamente furono impiegati altri due scrittori, Ernst Dohm e Rudolf Löwenstein. I disegni di Wilhelm Scholz apparvero dalla seconda uscita.
Nei primi tempi, la rivista aveva un orientamento conservatore nei confronti della politica del cancelliere Otto von Bismarck. Nel 1923 fu acquisita dall'industriale Hugo Stinnes.

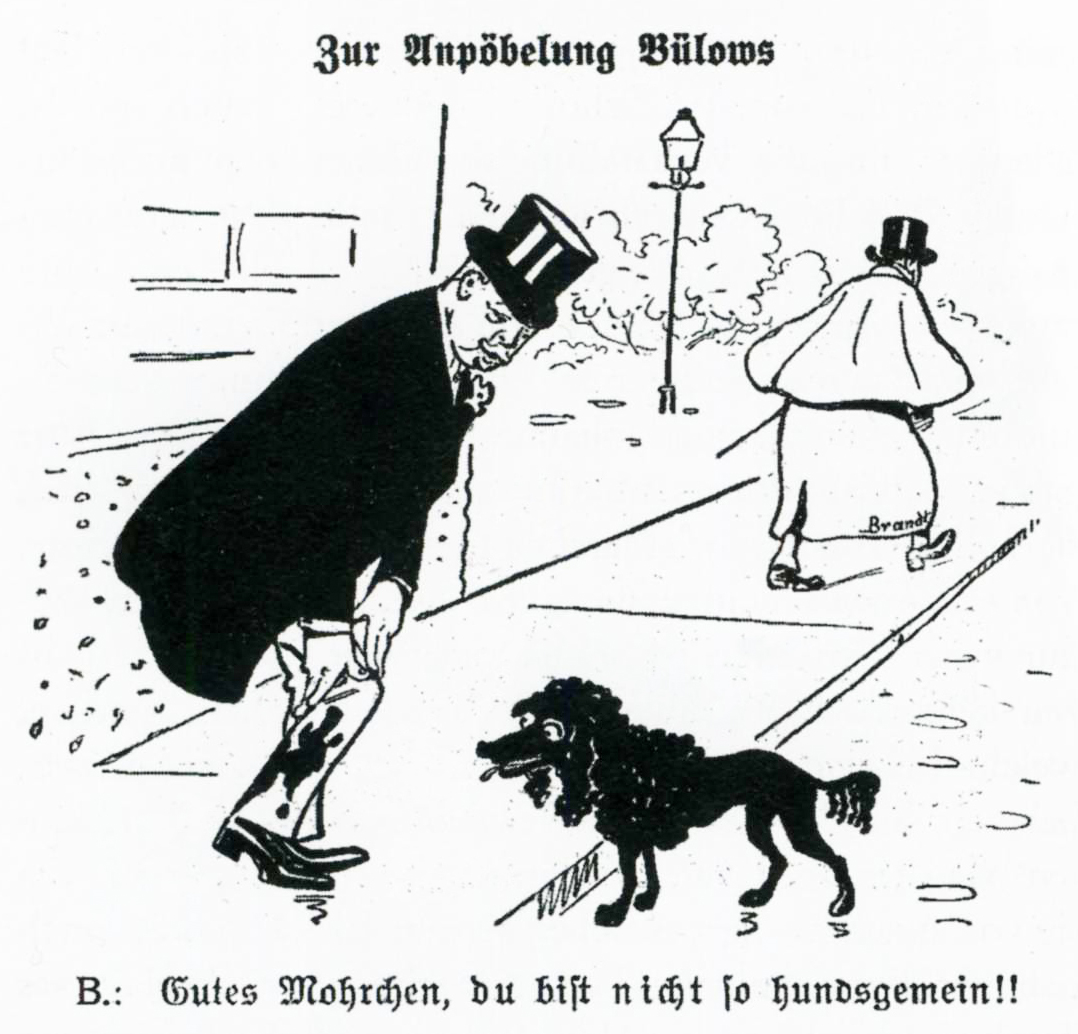
Caricatura raffigurante gli insulti di Adolf Brand a Bernhard von Bülow in relazione all'affare Eulenburg: "B.: Bravo piccolo Moro, non sei poi così cattivo!!"

La pubblicazione cessò nel 1944.